# Miss Monde 1971
Miss Monde 1971, est la 21e élection de Miss Monde, qui s'est déroulée au Royal Albert Hall de Londres, au Royaume-Uni, le 10 novembre 1971. La lauréate du concours est la brésilienne Lúcia Petterle. Elle est la première brésilienne à remporter Miss Monde. Elle a été couronnée par sa prédécesseure grenadienne, Jennifer Hosten, Miss Monde 1970.

## Résultats
| Résultat Final  | Candidates |
| --------------- | --- |
| Miss Monde 1971 | - Brésil - Lúcia Petterle |
| 1re Dauphine    | - Royaume-Uni - Marilyn Ann Ward |
| 2e Dauphine     | - Portugal - Ana Paula de Almeida |
| 3e Dauphine     | - Guyana - Nalini Moonsar |
| 4e Dauphine     | - Jamaïque - Ava Joy Gill |
| 5e Dauphine     | - États-Unis - Brucene Smith |
| 6e Dauphine     | - France - Myriam Stocco |
| Top 15          | - Afrique du Sud - Monica Fairall - Australie - Valerie Roberts - Autriche - Waltraud Lucas - Espagne - María García - Guam - Deborah Bordallo Nelson - Israël - Miri Ben-David - Suède - Simonetta Kohl - Venezuela - Ana María Padrón |

## Prix spéciaux
- Meilleur costume national:  Philippines - Onelia Ison Jose

## Candidates

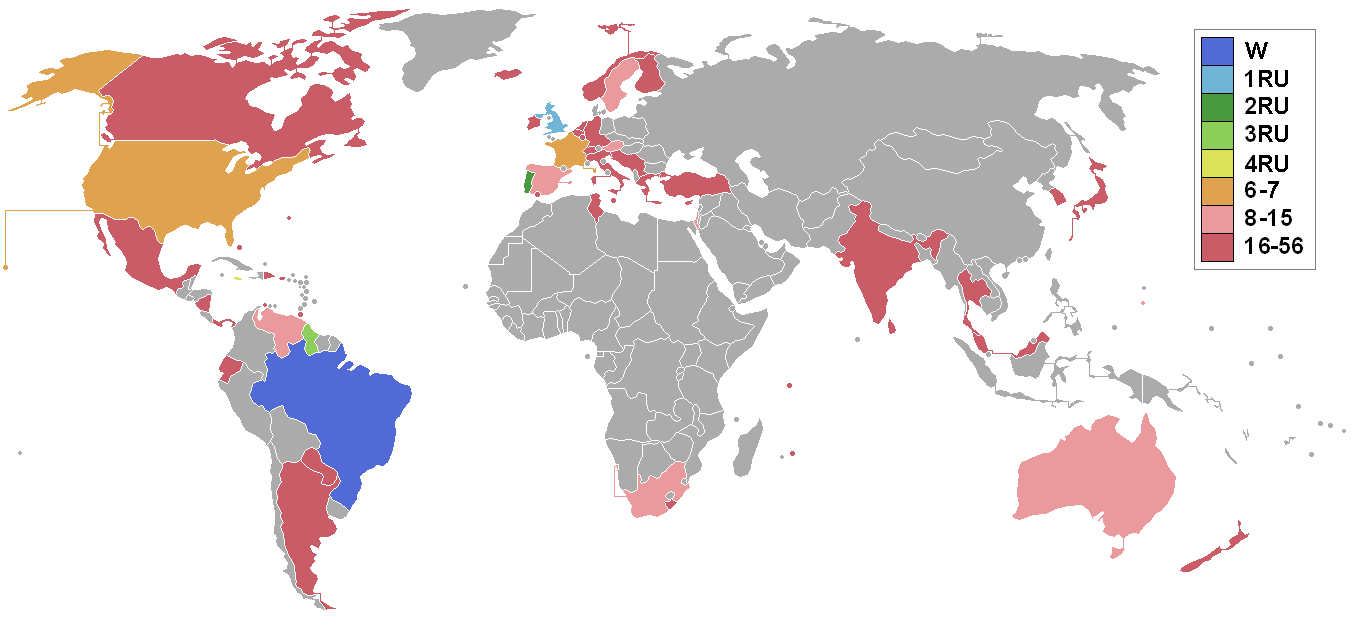
Pays des participantes et résultats

| Pays/Territoire        | Nom                     | Titre national                         |
| ---------------------- | ----------------------- | -------------------------------------- |
| Afrique du Sud         | Monica Fairall          | Miss Afrique du Sud 1971               |
| Allemagne              | Irene Neumann           | Miss Allemagne 1971                    |
| Argentine              | Alicia Beatriz Daneri   | Miss Monde Argentine 1971              |
| Aruba                  | Maria Elizabeth Bruin   | 1re dauphine de Miss Aruba 1971        |
| Australie              | Valerie Roberts         | Miss Monde Australie 1971              |
| Autriche               | Waltraud Lucas          | 1re dauphine de Miss Autriche 1971     |
| Bahamas                | Frances Clarkson        | Miss Commonwealth Bahamas 1971         |
| Belgique               | Martine De Hert         | Miss Belgique 1971                     |
| Bermudes               | Rene Furbert            | Miss Bermudes 1971                     |
| Brésil                 | Lúcia Petterle          | 1re dauphine de Miss Brésil 1971       |
| Canada                 | Lana Drouillard         | Miss Monde Canada 1971                 |
| Ceylon                 | Gail Abayasinghe        | Miss Ceylon 1971                       |
| Chypre                 | Kyriaki Koursoumba      | Miss Monde Chypre 1971                 |
| Corée du Sud           | Lee Young-eun           | Miss Monde Corée 1971                  |
| Équateur               | María Cecilia Gómez     | Miss Équateur 1971                     |
| Espagne                | María García            | 1re dauphine de Miss Espagne 1971      |
| États-Unis             | Brucene Smith           | Miss Monde Amérique 1971               |
| Finlande               | Mirja Halme             | 2e dauphine de Miss Finlande 1971      |
| France                 | Myriam Stocco           | Miss France 1971                       |
| Gibraltar              | Lisette Chipolina       | Miss Gibraltar 1971                    |
| Grèce                  | Maria Maltezou          | Miss Monde Grèce 1971                  |
| Guam                   | Deborah Bordallo Nelson | Dauphine de Miss Guam 1971             |
| Guyane                 | Nalini Moonsar          | Miss Monde Guyane 1971                 |
| Pays-Bas               | Monica Strotmann        | Dauphine de Miss Holland 1971          |
| Inde                   | Prema Narayan           | Femina Miss Inde Monde 1971            |
| Irlande                | June Glover             | Miss Irlande 1971                      |
| Islande                | Fanney Bjarnadóttir     | Miss Monde Irlande 1971                |
| Israël                 | Miri Ben-David          | 1re dauphine de Miss Israël 1971       |
| Italie                 | Maria Pinnone †         | Miss Italie 1971                       |
| Jamaïque               | Ava Joy Gill            | Miss Monde Jamaïque 1971               |
| Japon                  | Emiko Ikeda             | Miss Monde Japon 1971                  |
| Luxembourg             | Mariette Werckx         | Miss Luxembourg 1971                   |
| Malaisie               | Daphne Munro            | Miss Monde Malaisie 1971               |
| Malte                  | Doris Abdilla           | Miss Monde Malte 1971                  |
| Maurice                | Marie-Anne Ng Sik Kwong | Miss Maurice 1971                      |
| Mexique                | Lucía Arellano          | Miss Monde Mexique 1971                |
| Nicaragua              | Soraya Herrera Chávez   | Miss Monde Nicaragua 1971              |
| Norvège                | Kate Starvik            | 1re dauphine de Miss Norvège 1971      |
| Nouvelle-Zélande       | Linda Ritchie           | Miss Monde Nouvelle-Zélande 1971       |
| Panama                 | María de Lourdes Rivera | 1re dauphine de Miss Panama 1971       |
| Paraguay               | Rosa María Duarte       | Miss Monde Paraguay 1971               |
| Philippines            | Onelia Ison Jose        | Miss République des Philippines 1972   |
| Porto Rico             | Raquel Quintana         | Miss Monde Porto Rico 1971             |
| Portugal               | Ana Paula de Almeida    | Miss Portugal 1971                     |
| République dominicaine | Haydée Kuret            | Miss Monde République dominicaine 1971 |
| Royaume-Uni            | Marilyn Ann Ward        | Miss Royaume-Uni 1971                  |
| Seychelles             | Nadia Morel du Boil     | Miss Seychelles 1971                   |
| Sud de l'Afrique       | Gaily Ryan              | Miss Monde Afrique du Sud 1971         |
| Suède                  | Simonetta Kohl          | Miss Monde Suède 1971                  |
| Suisse                 | Patrice Sollner         | Miss Monde Suisse 1971                 |
| Thaïlande              | Boonyong Thongboon      | Miss Monde Thaïlande 1971              |
| Trinité-et-Tobago      | Maria Jordan            | Miss Trinité-et-Tobago 1971            |
| Tunisie                | Souad Keneari           | Miss Tunisie 1971                      |
| Turquie                | Nil Menemencioglu       | Miss Turquie 1971                      |
| Venezuela              | Ana María Padrón        | 1re dauphine de Miss Venezuela 1971    |
| Yougoslavie            | Zlata Petković †        | Miss Yougoslavie 1971                  |

## Observations